# Équipes du tournoi masculin de football aux Jeux olympiques d'été de 2008
La liste suivante présente les équipes de chaque nation qui participe au tournoi masculin olympique de football des Jeux olympiques d'été de 2008 de Pékin. Chaque nation doit inscrire une équipe de 18 joueurs avec un minimum de deux gardiens. De plus, sur les 18 joueurs, 15 joueurs (au minimum) doivent être nés après le 1er janvier 1985.

## Groupe A

### Argentine
| #          | Nom                   | Club            | Âge      | Joués    | But inscrit | Averti   | Carton jaune · Carton jaune · Carton rouge | Carton rouge |
| Gardiens   | Gardiens              | Gardiens        | Gardiens | Gardiens | Gardiens    | Gardiens | Gardiens                                   | Gardiens     |
| ---------- | --------------------- | --------------- | -------- | -------- | ----------- | -------- | ------------------------------------------ | ------------ |
| 1          | Oscar Ustari          | Getafe CF       | 22       | 2        | 0           | 0        | 0                                          | 0            |
| 18         | Sergio Romero         | AZ Alkmaar      | 21       | 0        | 0           | 0        | 0                                          | 0            |
| Défenseurs |                       |                 |          |          |             |          |                                            |              |
| 6          | Federico Fazio        | FC Séville      | 21       | 2        | 1           | 0        | 0                                          | 0            |
| 2          | Ezequiel Garay        | Real Madrid CF  | 21       | 2        | 0           | 0        | 0                                          | 0            |
| 12         | Nicolás Pareja*       | RSC Anderlecht  | 24       | 1        | 0           | 0        | 0                                          | 0            |
| 4          | Pablo Zabaleta        | RCD Espanyol    | 23       | 2        | 0           | 0        | 0                                          | 0            |
| 3          | Luciano Fabián Monzón | Boca Juniors    | 21       | 2        | 0           | 0        | 0                                          | 0            |
| Milieux    |                       |                 |          |          |             |          |                                            |              |
| 8          | Éver Banega           | Valence CF      | 20       | 0        | 0           | 0        | 0                                          | 0            |
| 5          | Fernando Gago         | Real Madrid CF  | 22       | 2        | 0           | 0        | 0                                          | 0            |
| 10         | Juan Román Riquelme*  | Boca Juniors    | 30       | 2        | 0           | 1        | 0                                          | 0            |
| 14         | Javier Mascherano*    | FC Liverpool    | 24       | 2        | 0           | 1        | 0                                          | 0            |
| 11         | Ángel Di María        | SL Benfica      | 20       | 2        | 0           | 0        | 0                                          | 0            |
| 7          | José Ernesto Sosa     | Bayern Munich   | 23       | 2        | 0           | 0        | 0                                          | 0            |
| Attaquants |                       |                 |          |          |             |          |                                            |              |
| 9          | Ezequiel Lavezzi      | SSC Napoli      | 23       | 2        | 1           | 0        | 0                                          | 0            |
| 13         | Lautaro Acosta        | Sevilla FC      | 20       | (2)      | 1           | 0        | 0                                          | 0            |
| 16         | Sergio Agüero         | Atlético Madrid | 20       | 2        | 0           | 1        | 0                                          | 0            |
| 15         | Lionel Messi          | FC Barcelone    | 21       | 2        | 1           | 0        | 0                                          | 0            |
| 17         | Diego Buonanotte      | CA River Plate  | 20       | 0        | 0           | 0        | 0                                          | 0            |
| Entraîneur |                       |                 |          |          |             |          |                                            |              |
|            | Sergio Batista        |                 | 45       |          |             |          |                                            |              |

### Australie
| #          | Nom                   | Club                     | Âge      | Joués    | But inscrit | Averti   | Carton jaune · Carton jaune · Carton rouge | Carton rouge |
| Gardiens   | Gardiens              | Gardiens                 | Gardiens | Gardiens | Gardiens    | Gardiens | Gardiens                                   | Gardiens     |
| ---------- | --------------------- | ------------------------ | -------- | -------- | ----------- | -------- | ------------------------------------------ | ------------ |
|            | Adam Federici         | Reading FC               | 23       | 0        | 0           | 0        | 0                                          | 0            |
|            | Tando Velaphi         | Perth Glory              | 21       | 0        | 0           | 0        | 0                                          | 0            |
| Défenseurs |                       |                          |          |          |             |          |                                            |              |
|            | Adrian Leijer         | Fulham FC                | 22       | 0        | 0           | 0        | 0                                          | 0            |
|            | Trent McClenahan      | Hereford United          | 23       | 0        | 0           | 0        | 0                                          | 0            |
|            | Mark Milligan         |                          | 23       | 0        | 0           | 0        | 0                                          | 0            |
|            | Jade North*           | Newcastle United Jets FC | 26       | 0        | 0           | 0        | 0                                          | 0            |
|            | Matthew Spiranovic    | FC Nuremberg             | 20       | 0        | 0           | 0        | 0                                          | 0            |
|            | Nikolai Topor-Stanley | Perth Glory              | 23       | 0        | 0           | 0        | 0                                          | 0            |
|            | Ruben Zadkovich       | Derby County             | 23       | 0        | 0           | 0        | 0                                          | 0            |
| Milieux    |                       |                          |          |          |             |          |                                            |              |
|            | David Carney*         | Sheffield United         | 24       | 0        | 0           | 0        | 0                                          | 0            |
|            | Billy Celeski         | Melbourne Victory        | 23       | 0        | 0           | 0        | 0                                          | 0            |
|            | Neil Kilkenny         | Leeds United             | 23       | 0        | 0           | 0        | 0                                          | 0            |
|            | Stuart Musialik       | Sydney FC                | 23       | 0        | 0           | 0        | 0                                          | 0            |
|            | Kristian Sarkies      | Adelaide United FC       | 21       | 0        | 0           | 0        | 0                                          | 0            |
|            | James Troisi          |                          | 20       | 0        | 0           | 0        | 0                                          | 0            |
| Attaquants |                       |                          |          |          |             |          |                                            |              |
|            | Mark Bridge           | Sydney FC                | 22       | 0        | 0           | 0        | 0                                          | 0            |
|            | Nikita Rukavytsya     | Perth Glory              | 21       | 0        | 0           | 0        | 0                                          | 0            |
|            | Archie Thompson*      | Melbourne Victory        | 29       | 0        | 0           | 0        | 0                                          | 0            |
| Entraîneur |                       |                          |          |          |             |          |                                            |              |
|            | Graham Arnold         |                          | 45       |          |             |          |                                            |              |

### Côte d'Ivoire
| #          | Nom                        | Club                  | Âge      | Joués    | But inscrit | Averti   | Carton jaune · Carton jaune · Carton rouge | Carton rouge |
| Gardiens   | Gardiens                   | Gardiens              | Gardiens | Gardiens | Gardiens    | Gardiens | Gardiens                                   | Gardiens     |
| ---------- | -------------------------- | --------------------- | -------- | -------- | ----------- | -------- | ------------------------------------------ | ------------ |
| 1          | Vincent de Paul Angban     | ASEC Mimosas          | 23       | 0        | 0           | 0        | 0                                          | 0            |
| 16         | Christian Fabrice Okoua    | Africa Sports         | 16       | 0        | 0           | 0        | 0                                          | 0            |
| Défenseurs |                            |                       |          |          |             |          |                                            |              |
| 2          | Serges Wawa                | ASEC Mimosas          | 22       | 0        | 0           | 0        | 0                                          | 0            |
| 3          | Ousmane Viera Diarrassouba | CFR Cluj              | 21       | 0        | 0           | 0        | 0                                          | 0            |
| 4          | Souleymane Bamba           | Dunfermline           | 23       | 0        | 0           | 0        | 0                                          | 0            |
| 5          | Angoua Brou Benjamin       | Budapest Honvéd       | 21       | 0        | 0           | 0        | 0                                          | 0            |
| 12         | Mamadou Bagayoko           | Africa Sports         | 18       | 0        | 0           | 0        | 0                                          | 0            |
| 15         | Mekeme Tamla Ladji         | Beveren               | 22       | 0        | 0           | 0        | 0                                          | 0            |
| Milieux    |                            |                       |          |          |             |          |                                            |              |
| 6          | Hervé Kambou               | Charleroi             | 23       | 0        | 0           | 0        | 0                                          | 0            |
| 7          | Kafoumba Coulibaly         | Nice                  | 22       | 0        | 0           | 0        | 0                                          | 0            |
| 10         | Emmanuel Koné              | CFR Cluj              | 21       | 0        | 0           | 0        | 0                                          | 0            |
| 11         | Anthony Moura-Komenan      | Libourne-Saint-Seurin | 22       | 0        | 0           | 0        | 0                                          | 0            |
| 17         | Antoine N'Gossan           | ASEC Mimosas          | 17       | 0        | 0           | 0        | 0                                          | 0            |
| Attaquants |                            |                       |          |          |             |          |                                            |              |
| 8          | Salomon Kalou              | Chelsea FC            | 22       | 0        | 0           | 0        | 0                                          | 0            |
| 9          | Franck Dja Djédjé          | Grenoble              | 22       | 0        | 0           | 0        | 0                                          | 0            |
| 13         | Abraham Guié Guié          | Budapest Honvéd       | 22       | 0        | 0           | 0        | 0                                          | 0            |
| 14         | Gervais Yao Kouassi        | Le Mans UC            | 21       | 0        | 0           | 0        | 0                                          | 0            |
| 18         | Sekou Cissé                | Roda                  | 23       | 0        | 0           | 0        | 0                                          | 0            |
| Entraîneur |                            |                       |          |          |             |          |                                            |              |
|            | Gérard Gili                |                       | 55       |          |             |          |                                            |              |

### Serbie
| #          | Nom                  | Club                            | Âge      | Joués    | But inscrit | Averti   | Carton jaune · Carton jaune · Carton rouge | Carton rouge |
| Gardiens   | Gardiens             | Gardiens                        | Gardiens | Gardiens | Gardiens    | Gardiens | Gardiens                                   | Gardiens     |
| ---------- | -------------------- | ------------------------------- | -------- | -------- | ----------- | -------- | ------------------------------------------ | ------------ |
|            | Vladimir Stojković*  | Sporting Clube de Portugal      | 24       | 0        | 0           | 0        | 0                                          | 0            |
|            | Saša Stamenković     | Étoile rouge de Belgrade        | 23       | 0        | 0           | 0        | 0                                          | 0            |
|            | Željko Brkić         | FK Vojvodina Novi Sad           | 22       | 0        | 0           | 0        | 0                                          | 0            |
| Défenseurs |                      |                                 |          |          |             |          |                                            |              |
|            | Nenad Tomović        | Étoile rouge de Belgrade        | 20       | 0        | 0           | 0        | 0                                          | 0            |
|            | Gojko Kačar          | Hertha BSC Berlin               | 21       | 0        | 0           | 0        | 0                                          | 0            |
|            | Slobodan Rajković    | FC Twente                       | 19       | 0        | 0           | 0        | 0                                          | 0            |
|            | Duško Tošić          | Werder Brême                    | 23       | 0        | 0           | 0        | 0                                          | 0            |
|            | Aleksandar Kolarov   | Lazio de Rome                   | 22       | 0        | 0           | 0        | 0                                          | 0            |
|            | Marko Jovanović      | FK Partizan Belgrade            | 20       | 0        | 0           | 0        | 0                                          | 0            |
|            | Milan Vilotić        | FK Čukarički Stankom            | 21       | 0        | 0           | 0        | 0                                          | 0            |
| Milieux    |                      |                                 |          |          |             |          |                                            |              |
|            | Milan Smiljanić      | RCD Espanyol                    | 21       | 0        | 0           | 0        | 0                                          | 0            |
|            | Nikola Gulan         | ACF Fiorentina                  | 19       | 0        | 0           | 0        | 0                                          | 0            |
|            | Ljubomir Fejsa       | FK Partizan Belgrade            | 19       | 0        | 0           | 0        | 0                                          | 0            |
|            | Predrag Pavlović     | FK Napredak Kruševac            | 22       | 0        | 0           | 0        | 0                                          | 0            |
|            | Vladimir Bogdanović  | Étoile rouge de Belgrade        | 21       | 0        | 0           | 0        | 0                                          | 0            |
|            | Zoran Tošić          | FK Partizan Belgrade            | 21       | 0        | 0           | 0        | 0                                          | 0            |
|            | Dušan Tadić          | FK Vojvodina Novi Sad           | 19       | 0        | 0           | 0        | 0                                          | 0            |
|            | Stefan Babović       | FC Nantes                       | 21       | 0        | 0           | 0        | 0                                          | 0            |
|            | Aleksandar Živković* | Shandong Luneng                 | 31       | 0        | 0           | 0        | 0                                          | 0            |
| Attaquants |                      |                                 |          |          |             |          |                                            |              |
|            | Đorđe Rakić          | Red Bull Salzbourg              | 22       | 0        | 0           | 0        | 0                                          | 0            |
|            | Filip Đorđević       | FC Nantes                       | 20       | 0        | 0           | 0        | 0                                          | 0            |
|            | Andrija Kaluđerović  | OFK Belgrade                    | 21       | 0        | 0           | 0        | 0                                          | 0            |
|            | Miljan Mrdaković*    | Vitória Futebol Clube (Setúbal) | 26       | 0        | 0           | 0        | 0                                          | 0            |
| Entraîneur |                      |                                 |          |          |             |          |                                            |              |
|            | Miroslav Đukić       |                                 | 42       |          |             |          |                                            |              |

## Groupe B

### Japon
| #          | Nom                | Club                 | Âge      | Joués    | But inscrit | Averti   | Carton jaune · Carton jaune · Carton rouge | Carton rouge |
| Gardiens   | Gardiens           | Gardiens             | Gardiens | Gardiens | Gardiens    | Gardiens | Gardiens                                   | Gardiens     |
| ---------- | ------------------ | -------------------- | -------- | -------- | ----------- | -------- | ------------------------------------------ | ------------ |
| 1          | Shusaku Nishikawa  | Oita Trinita         | 22       | 0        | 0           | 0        | 0                                          | 0            |
| 18         | Kaito Yamamoto     | Shimizu S-Pulse      | 22       | 0        | 0           | 0        | 0                                          | 0            |
| Défenseurs |                    |                      |          |          |             |          |                                            |              |
| 3          | Maya Yoshida       | Nagoya Grampus Eight | 19       | 0        | 0           | 0        | 0                                          | 0            |
| 4          | Hiroki Mizumoto    | Kyoto Sanga FC       | 22       | 0        | 0           | 0        | 0                                          | 0            |
| 5          | Yuto Nagatomo      | FC Tokyo             | 22       | 0        | 0           | 0        | 0                                          | 0            |
| 6          | Masato Morishige   | Oita Trinita         | 21       | 0        | 0           | 0        | 0                                          | 0            |
| 7          | Atsuto Uchida      | Kashima Antlers      | 20       | 0        | 0           | 0        | 0                                          | 0            |
| 13         | Michihiro Yasuda   | Gamba Osaka          | 20       | 0        | 0           | 0        | 0                                          | 0            |
| Milieux    |                    |                      |          |          |             |          |                                            |              |
| 2          | Hajime Hosogai     | Urawa Red Diamonds   | 22       | 0        | 0           | 0        | 0                                          | 0            |
| 8          | Keisuke Honda      | VVV Venlo            | 22       | 0        | 0           | 0        | 0                                          | 0            |
| 10         | Yohei Kajiyama     | FC Tokyo             | 22       | 0        | 0           | 0        | 0                                          | 0            |
| 12         | Hiroyuki Taniguchi | Kawasaki Frontale    | 23       | 0        | 0           | 0        | 0                                          | 0            |
| 14         | Shinji Kagawa      | Cerezo Osaka         | 19       | 0        | 0           | 0        | 0                                          | 0            |
| 16         | Takuya Honda       | Shimizu S-Pulse      | 23       | 0        | 0           | 0        | 0                                          | 0            |
| Attaquants |                    |                      |          |          |             |          |                                            |              |
| 9          | Yohei Toyoda       | Montedio Yamagata    | 23       | 0        | 0           | 0        | 0                                          | 0            |
| 11         | Shinji Okazaki     | Shimizu S-Pulse      | 22       | 0        | 0           | 0        | 0                                          | 0            |
| 15         | Takayuki Morimoto  | Calcio Catania       | 20       | 0        | 0           | 0        | 0                                          | 0            |
| 17         | Tadanari Lee       | Kashiwa Reysol       | 22       | 0        | 0           | 0        | 0                                          | 0            |
| Entraîneur |                    |                      |          |          |             |          |                                            |              |
|            | Yasuharu Sorimachi |                      | 44       |          |             |          |                                            |              |

### Pays-Bas
| #          | Nom                | Club                 | Âge      | Joués    | But inscrit | Averti   | Carton jaune · Carton jaune · Carton rouge | Carton rouge |
| Gardiens   | Gardiens           | Gardiens             | Gardiens | Gardiens | Gardiens    | Gardiens | Gardiens                                   | Gardiens     |
| ---------- | ------------------ | -------------------- | -------- | -------- | ----------- | -------- | ------------------------------------------ | ------------ |
|            | Piet Velthuizen    | Vitesse Arnhem       | 21       | 0        | 0           | 0        | 0                                          | 0            |
|            | Kenneth Vermeer    | Willem II Tilburg    | 22       | 0        | 0           | 0        | 0                                          | 0            |
| Défenseurs |                    |                      |          |          |             |          |                                            |              |
|            | Kew Jaliens*       | AZ Alkmaar           | 29       | 0        | 0           | 0        | 0                                          | 0            |
|            | Calvin Jong-a-Pin  | SC Heerenveen        | 21       | 0        | 0           | 0        | 0                                          | 0            |
|            | Dirk Marcellis     | PSV Eindhoven        | 20       | 0        | 0           | 0        | 0                                          | 0            |
|            | Erik Pieters       | PSV Eindhoven        | 19       | 0        | 0           | 0        | 0                                          | 0            |
|            | Gianni Zuiverloon  | West Bromwich Albion | 22       | 0        | 0           | 0        | 0                                          | 0            |
|            | Urby Emanuelson    | AFC Ajax             | 22       | 0        | 0           | 0        | 0                                          | 0            |
| Milieux    |                    |                      |          |          |             |          |                                            |              |
|            | Kees Luyckx        | AZ Alkmaar           | 22       | 0        | 0           | 0        | 0                                          | 0            |
|            | Otman Bakkal       | PSV Eindhoven        | 23       | 0        | 0           | 0        | 0                                          | 0            |
|            | Jonathan de Guzmán | Feyenoord            | 20       | 0        | 0           | 0        | 0                                          | 0            |
|            | Hedwiges Maduro    | Valence CF           | 23       | 0        | 0           | 0        | 0                                          | 0            |
|            | Evander Sno        | Celtic Glasgow       | 21       | 0        | 0           | 0        | 0                                          | 0            |
|            | Royston Drenthe    | Real Madrid CF       | 21       | 0        | 0           | 0        | 0                                          | 0            |
| Attaquants |                    |                      |          |          |             |          |                                            |              |
|            | Roy Beerens        | SC Heerenveen        | 20       | 0        | 0           | 0        | 0                                          | 0            |
|            | Ryan Babel         | Liverpool            | 21       | 0        | 0           | 0        | 0                                          | 0            |
|            | Roy Makaay*        | Feyenoord            | 33       | 0        | 0           | 0        | 0                                          | 0            |
|            | Gerald Sibon*      | Heerenveen           | 34       | 0        | 0           | 0        | 0                                          | 0            |
| Entraîneur |                    |                      |          |          |             |          |                                            |              |
|            | Foppe de Haan      |                      | 65       |          |             |          |                                            |              |

### Nigeria
| #          | Nom                  | Club                         | Âge      | Joués    | But inscrit | Averti   | Carton jaune · Carton jaune · Carton rouge | Carton rouge |
| Gardiens   | Gardiens             | Gardiens                     | Gardiens | Gardiens | Gardiens    | Gardiens | Gardiens                                   | Gardiens     |
| ---------- | -------------------- | ---------------------------- | -------- | -------- | ----------- | -------- | ------------------------------------------ | ------------ |
| 1          | Ambruse Vanzekin     | Akwa United Football Club    | 22       | 0        | 0           | 0        | 0                                          | 0            |
| 18         | Ezenwa Ikechukwu     | Ocean Boys Football Club     | 19       | 0        | 0           | 0        | 0                                          | 0            |
| Défenseurs |                      |                              |          |          |             |          |                                            |              |
| 2          | Chibuzor Okonkwo     | Bayelsa United Football Club |          | 0        | 0           | 0        | 0                                          | 0            |
| 3          | Taye Taiwo           | Olympique Marseille          | 23       | 0        | 0           | 0        | 0                                          | 0            |
| 4          | Onyekachi Apam       | OGC Nice                     | 22       | 0        | 0           | 0        | 0                                          | 0            |
| 5          | Dele Adeleye         | Sparta Rotterdam             | 19       | 0        | 0           | 0        | 0                                          | 0            |
| 6          | James Monday         | Bayelsa United Football Club | 22       | 0        | 0           | 0        | 0                                          | 0            |
| 13         | Adefemi Olubayo      | Hapoël Jérusalem             | 22       | 0        | 0           | 0        | 0                                          | 0            |
| 15         | Efe Ambrose          | Kaduna United Football Club  | 19       | 0        | 0           | 0        | 0                                          | 0            |
| Milieux    |                      |                              |          |          |             |          |                                            |              |
| 8          | Sani Kaita           | Sparta Rotterdam             | 22       | 0        | 0           | 0        | 0                                          | 0            |
| 10         | Isaac Promise        | Trabzonspor                  | 20       | 0        | 0           | 0        | 0                                          | 0            |
| 12         | Oluwafemi Ajilore    | FC Groningen                 | 20       | 0        | 0           | 0        | 0                                          | 0            |
| 17         | Emmanuel Ekpo        | Columbus Crew                | 20       | 0        | 0           | 0        | 0                                          | 0            |
| Attaquants |                      |                              |          |          |             |          |                                            |              |
| 7          | Chinedu Ogbuke       | TSG 1899 Hoffenheim          | 22       | 0        | 0           | 0        | 0                                          | 0            |
| 9          | Victor Nsofor Obinna | Chievo Vérone                | 21       | 0        | 0           | 0        | 0                                          | 0            |
| 11         | Solomon Okoronkwo    | Hertha Berlin                | 21       | 0        | 0           | 0        | 0                                          | 0            |
| 14         | Peter Odemwingie*    | Lokomotiv Moscou             | 27       | 0        | 0           | 0        | 0                                          | 0            |
| 16         | Victor Anichebe      | Everton FC                   | 20       | 0        | 0           | 0        | 0                                          | 0            |
| Entraîneur |                      |                              |          |          |             |          |                                            |              |
|            | Samson Siasia        |                              | 43       |          |             |          |                                            |              |

### États-Unis
| #          | Nom                | Club                   | Âge      | Joués    | But inscrit | Averti   | Carton jaune · Carton jaune · Carton rouge | Carton rouge |
| Gardiens   | Gardiens           | Gardiens               | Gardiens | Gardiens | Gardiens    | Gardiens | Gardiens                                   | Gardiens     |
| ---------- | ------------------ | ---------------------- | -------- | -------- | ----------- | -------- | ------------------------------------------ | ------------ |
| 1          | Chris Seitz        | Real Salt Lake         | 21       | 0        | 0           | 0        | 0                                          | 0            |
| 18         | Brad Guzan*        | Chivas USA             | 23       | 0        | 0           | 0        | 0                                          | 0            |
| Défenseurs |                    |                        |          |          |             |          |                                            |              |
| 2          | Marvell Wynne      | Toronto FC             | 22       | 0        | 0           | 0        | 0                                          | 0            |
| 3          | Michael Orozco     | Club San Luis          | 22       | 0        | 0           | 0        | 0                                          | 0            |
| 5          | Dax McCarty        | FC Dallas              | 21       | 0        | 0           | 0        | 0                                          | 0            |
| 13         | Patrick Ianni      | Houston Dynamo         | 23       | 0        | 0           | 0        | 0                                          | 0            |
| 15         | Michael Parkhurst* | New England Revolution | 24       | 0        | 0           | 0        | 0                                          | 0            |
| Milieux    |                    |                        |          |          |             |          |                                            |              |
| 4          | Michael Bradley    | SC Heerenveen          | 21       | 0        | 0           | 0        | 0                                          | 0            |
| 6          | Maurice Edu        | Toronto FC             | 22       | 0        | 0           | 0        | 0                                          | 0            |
| 7          | Stuart Holden      | Houston Dynamo         | 23       | 0        | 0           | 0        | 0                                          | 0            |
| 8          | Danny Szetela      | Brescia                | 21       | 0        | 0           | 0        | 0                                          | 0            |
| 10         | Benny Feilhaber    | Derby County           | 23       | 0        | 0           | 0        | 0                                          | 0            |
| 11         | Freddy Adu         | Monaco                 | 19       | 0        | 0           | 0        | 0                                          | 0            |
| 16         | Sacha Kljestan     | Chivas USA             | 23       | 0        | 0           | 0        | 0                                          | 0            |
| Attaquants |                    |                        |          |          |             |          |                                            |              |
| 9          | Charlie Davies     | Hammarby               | 22       | 0        | 0           | 0        | 0                                          | 0            |
| 12         | Jozy Altidore      | Villarreal             | 18       | 0        | 0           | 0        | 0                                          | 0            |
| 14         | Robbie Rogers      | Columbus Crew          | 21       | 0        | 0           | 0        | 0                                          | 0            |
| 17         | Brian McBride*     | Chicago Fire           | 36       | 0        | 0           | 0        | 0                                          | 0            |
| Entraîneur |                    |                        |          |          |             |          |                                            |              |
|            | Piotr Nowak        |                        | 43       |          |             |          |                                            |              |

## Groupe C

### Belgique
| #          | Nom                    | Club                    | Âge      | Joués    | But inscrit | Averti   | Carton jaune · Carton jaune · Carton rouge | Carton rouge |
| Gardiens   | Gardiens               | Gardiens                | Gardiens | Gardiens | Gardiens    | Gardiens | Gardiens                                   | Gardiens     |
| ---------- | ---------------------- | ----------------------- | -------- | -------- | ----------- | -------- | ------------------------------------------ | ------------ |
|            | Logan Bailly           | Racing Genk             | 22       | 0        | 0           | 0        | 0                                          | 0            |
|            | Yves Makabu-Makalambay | Hibernian Football Club | 22       | 0        | 0           | 0        | 0                                          | 0            |
| Défenseurs |                        |                         |          |          |             |          |                                            |              |
|            | Laurent Ciman          | Cercle Bruges KSV       | 23       | 0        | 0           | 0        | 0                                          | 0            |
|            | Sepp De Roover*        | FC Groningen            | 23       | 0        | 0           | 0        | 0                                          | 0            |
|            | Vincent Kompany        | Hambourg SV             | 22       | 0        | 0           | 0        | 0                                          | 0            |
|            | Landry Mulemo          | Standard Liège          | 21       | 0        | 0           | 0        | 0                                          | 0            |
|            | Sébastien Pocognoli    | AZ Alkmaar              | 21       | 0        | 0           | 0        | 0                                          | 0            |
|            | Thomas Vermaelen       | Ajax Amsterdam          | 22       | 0        | 0           | 0        | 0                                          | 0            |
|            | Jan Vertonghen         | Ajax Amsterdam          | 21       | 0        | 0           | 0        | 0                                          | 0            |
| Milieux    |                        |                         |          |          |             |          |                                            |              |
|            | Marouane Fellaini      | Standard Liège          | 19       | 0        | 0           | 0        | 0                                          | 0            |
|            | Faris Haroun           | Racing Genk             | 22       | 0        | 0           | 0        | 0                                          | 0            |
|            | Maarten Martens*       | AZ Alkmaar              | 24       | 0        | 0           | 0        | 0                                          | 0            |
|            | Jeroen Simaeys         | Cercle Bruges KSV       | 23       | 0        | 0           | 0        | 0                                          | 0            |
|            | Anthony Vanden Borre   | Genoa                   | 20       | 0        | 0           | 0        | 0                                          | 0            |
| Attaquants |                        |                         |          |          |             |          |                                            |              |
|            | Moussa Dembélé         | AZ Alkmaar              | 21       | 0        | 0           | 0        | 0                                          | 0            |
|            | Tom De Mul             | FC Séville              | 22       | 0        | 0           | 0        | 0                                          | 0            |
|            | Stijn De Smet          | Cercle Bruges KSV       | 23       | 0        | 0           | 0        | 0                                          | 0            |
|            | Kevin Mirallas         | Lille OSC               | 20       | 0        | 0           | 0        | 0                                          | 0            |
| Entraîneur |                        |                         |          |          |             |          |                                            |              |
|            | Jean-François De Sart  |                         | 46       |          |             |          |                                            |              |

### Brésil
| #          | Nom            | Club              | Âge      | Joués    | But inscrit | Averti   | Carton jaune · Carton jaune · Carton rouge | Carton rouge |
| Gardiens   | Gardiens       | Gardiens          | Gardiens | Gardiens | Gardiens    | Gardiens | Gardiens                                   | Gardiens     |
| ---------- | -------------- | ----------------- | -------- | -------- | ----------- | -------- | ------------------------------------------ | ------------ |
| 1          | Diego          | UD Almería        | 23       | 0        | 0           | 0        | 0                                          | 0            |
| 12         | Renan          | Internacional     | 23       | 0        | 0           | 0        | 0                                          | 0            |
| Défenseurs |                |                   |          |          |             |          |                                            |              |
| 2          | Rafinha        | Schalke 04        | 22       | 0        | 0           | 0        | 0                                          | 0            |
| 3          | Breno          | Bayern Munich     | 18       | 0        | 0           | 0        | 0                                          | 0            |
| 4          | Thiago Silva*  | Fluminense        | 23       | 0        | 0           | 0        | 0                                          | 0            |
| 6          | Marcelo        | Real Madrid CF    | 20       | 0        | 0           | 0        | 0                                          | 0            |
| 13         | Ilsinho        | Shakhtar Donetsk  | 22       | 0        | 0           | 0        | 0                                          | 0            |
| 14         | Alex Silva     | São Paulo         | 23       | 0        | 0           | 0        | 0                                          | 0            |
| Milieux    |                |                   |          |          |             |          |                                            |              |
| 5          | Lucas          | Liverpool         | 21       | 0        | 0           | 0        | 0                                          | 0            |
| 7          | Diego          | Werder Brême      | 23       | 0        | 0           | 0        | 0                                          | 0            |
| 8          | Anderson       | Manchester United | 20       | 0        | 0           | 0        | 0                                          | 0            |
| 10         | Ronaldinho*    | Milan AC          | 28       | 0        | 0           | 0        | 0                                          | 0            |
| 11         | Thiago Neves   | Fluminense        | 23       | 0        | 0           | 0        | 0                                          | 0            |
| 15         | Hernanes       | São Paulo         | 23       | 0        | 0           | 0        | 0                                          | 0            |
| 16         | Ramires        | Cruzeiro          | 21       | 0        | 0           | 0        | 0                                          | 0            |
| Attaquants |                |                   |          |          |             |          |                                            |              |
| 9          | Alexandre Pato | Milan AC          | 18       | 0        | 0           | 0        | 0                                          | 0            |
| 17         | Jô             | Manchester City   | 21       | 0        | 0           | 0        | 0                                          | 0            |
| 18         | Rafael Sóbis   | Real Betis        | 23       | 0        | 0           | 0        | 0                                          | 0            |
| Entraîneur |                |                   |          |          |             |          |                                            |              |
|            | Dunga          |                   | 44       |          |             |          |                                            |              |

### Chine
| #          | Nom            | Club              | Âge      | Joués    | But inscrit | Averti   | Carton jaune · Carton jaune · Carton rouge | Carton rouge |
| Gardiens   | Gardiens       | Gardiens          | Gardiens | Gardiens | Gardiens    | Gardiens | Gardiens                                   | Gardiens     |
| ---------- | -------------- | ----------------- | -------- | -------- | ----------- | -------- | ------------------------------------------ | ------------ |
|            | Qiu Shengjiong | Shanghai Shenhua  | 22       | 0        | 0           | 0        | 0                                          | 0            |
|            | Liu Zhenli     | Qingdao Jonoon    | 23       | 0        | 0           | 0        | 0                                          | 0            |
| Défenseurs |                |                   |          |          |             |          |                                            |              |
|            | Li Weifeng*    | Shanghai Shenhua  | 29       | 0        | 0           | 0        | 0                                          | 0            |
|            | Yuan Weiwei    | Shandong Luneng   | 22       | 0        | 0           | 0        | 0                                          | 0            |
|            | Feng Xiaoting  | Dalian Shide      | 22       | 0        | 0           | 0        | 0                                          | 0            |
|            | Wan Houliang   | Shaanxi Chanba    | 22       | 0        | 0           | 0        | 0                                          | 0            |
|            | Tan Wangsong   | Tianjin TEDA      | 22       | 0        | 0           | 0        | 0                                          | 0            |
|            | Lü Jianjun     | Changchun Yatai   | 23       | 0        | 0           | 0        | 0                                          | 0            |
| Milieux    |                |                   |          |          |             |          |                                            |              |
|            | Zheng Zhi* (C) | Charlton Athletic | 27       | 0        | 0           | 0        | 0                                          | 0            |
|            | Zhao Xuri      | Dalian Shide      | 22       | 0        | 0           | 0        | 0                                          | 0            |
|            | Zhou Haibin    | Shandong Luneng   | 23       | 0        | 0           | 0        | 0                                          | 0            |
|            | Cui Peng       | Shandong Luneng   | 21       | 0        | 0           | 0        | 0                                          | 0            |
|            | Hao Junmin     | Tianjin TEDA      | 21       | 0        | 0           | 0        | 0                                          | 0            |
|            | Jiang Ning     | Qingdao Jonoon    | 21       | 0        | 0           | 0        | 0                                          | 0            |
|            | Chen Tao       | Changsha Ginde    | 23       | 0        | 0           | 0        | 0                                          | 0            |
| Attaquants |                |                   |          |          |             |          |                                            |              |
|            | Han Peng*      | Shandong Luneng   | 24       | 0        | 0           | 0        | 0                                          | 0            |
|            | Gao Lin        | Shanghai Shenhua  | 22       | 0        | 0           | 0        | 0                                          | 0            |
|            | Dong Fangzhuo  | Manchester United | 23       | 0        | 0           | 0        | 0                                          | 0            |
| Entraîneur |                |                   |          |          |             |          |                                            |              |
|            | Yin Tiesheng   |                   | 51       |          |             |          |                                            |              |

### Nouvelle-Zélande
| #          | Nom              | Club                     | Âge      | Joués    | But inscrit | Averti   | Carton jaune · Carton jaune · Carton rouge | Carton rouge |
| Gardiens   | Gardiens         | Gardiens                 | Gardiens | Gardiens | Gardiens    | Gardiens | Gardiens                                   | Gardiens     |
| ---------- | ---------------- | ------------------------ | -------- | -------- | ----------- | -------- | ------------------------------------------ | ------------ |
|            | Liam Little      | Otago United             | 22       | 0        | 0           | 0        | 0                                          | 0            |
|            | Jacob Spoonley   | Miramar Rangers          | 21       | 0        | 0           | 0        | 0                                          | 0            |
| Défenseurs |                  |                          |          |          |             |          |                                            |              |
|            | Michael Boxall   | Université de Californie | 19       | 0        | 0           | 0        | 0                                          | 0            |
|            | Ian Hogg         | Hawke's Bay United       | 18       | 0        | 0           | 0        | 0                                          | 0            |
|            | Sam Jenkins      | Hawke's Bay United       | 21       | 0        | 0           | 0        | 0                                          | 0            |
|            | Ryan Nelsen*     | Blackburn Rovers         | 30       | 0        | 0           | 0        | 0                                          | 0            |
|            | Steven Old       | Macarthur Rams           | 22       | 0        | 0           | 0        | 0                                          | 0            |
|            | Jack Pelter      |                          | 21       | 0        | 0           | 0        | 0                                          | 0            |
|            | Aaron Scott      | Waikato FC               | 22       | 0        | 0           | 0        | 0                                          | 0            |
|            | Cole Tinkler     | Team Wellington          | 22       | 0        | 0           | 0        | 0                                          | 0            |
| Milieux    |                  |                          |          |          |             |          |                                            |              |
|            | Jeremy Brockie   | Hawke's Bay United       | 20       | 0        | 0           | 0        | 0                                          | 0            |
|            | Simon Elliott*   |                          | 34       | 0        | 0           | 0        | 0                                          | 0            |
|            | Craig Henderson  | Dartmouth College        | 21       | 0        | 0           | 0        | 0                                          | 0            |
|            | Cole Peverley    | Hawke's Bay United       | 20       | 0        | 0           | 0        | 0                                          | 0            |
|            | Shaun van Rooyen | Waikato FC               | 21       | 0        | 0           | 0        | 0                                          | 0            |
| Attaquants |                  |                          |          |          |             |          |                                            |              |
|            | Daniel Ellensohn | Team Wellington          | 23       | 0        | 0           | 0        | 0                                          | 0            |
|            | Chris Killen*    | Celtic Glasgow           | 26       | 0        | 0           | 0        | 0                                          | 0            |
|            | Sam Messam       | Hawke's Bay United       | 22       | 0        | 0           | 0        | 0                                          | 0            |
| Entraîneur |                  |                          |          |          |             |          |                                            |              |
|            | Stu Jacobs       |                          |          |          |             |          |                                            |              |

## Groupe D

### Cameroun
| #          | Nom                       | Club                     | Âge      | Joués    | But inscrit | Averti   | Carton jaune · Carton jaune · Carton rouge | Carton rouge |
| Gardiens   | Gardiens                  | Gardiens                 | Gardiens | Gardiens | Gardiens    | Gardiens | Gardiens                                   | Gardiens     |
| ---------- | ------------------------- | ------------------------ | -------- | -------- | ----------- | -------- | ------------------------------------------ | ------------ |
| 1          | Amour Patrick Tignyemb    | Tonnerre Yaoundé         | 23       | 0        | 0           | 0        | 0                                          | 0            |
| 16         | Joslain Mayebi            | Hakoah Amidar Ramat Gan  | 21       | 0        | 0           | 0        | 0                                          | 0            |
| Défenseurs |                           |                          |          |          |             |          |                                            |              |
| 3          | Antonio Ghomsy*           | FC Messine               | 24       | 0        | 0           | 0        | 0                                          | 0            |
| 4          | André Bikey               | Reading FC               | 23       | 0        | 0           | 0        | 0                                          | 0            |
| 5          | Alexandre Song            | Arsenal FC               | 20       | 0        | 0           | 0        | 0                                          | 0            |
| 12         | Paul Rolland Bebey Kingué | Astres FC                | 21       | 0        | 0           | 0        | 0                                          | 0            |
| 13         | Nicolas Nkoulou           | AS Monaco FC             | 18       | 0        | 0           | 0        | 0                                          | 0            |
| 18         | Alexis Enam               | Club africain            | 21       | 0        | 0           | 0        | 0                                          | 0            |
| Milieux    |                           |                          |          |          |             |          |                                            |              |
| 2          | Albert Baning             | Paris Saint-Germain      | 23       | 0        | 0           | 0        | 0                                          | 0            |
| 6          | Stéphane Mbia             | Stade rennais            | 22       | 0        | 0           | 0        | 0                                          | 0            |
| 8          | Georges Mandjeck          | VfB Stuttgart            | 19       | 0        | 0           | 0        | 0                                          | 0            |
| 9          | Franck Songo'o            | Portsmouth Football Club | 21       | 0        | 0           | 0        | 0                                          | 0            |
| 14         | Aurélien Chedjou          | Lille OSC                | 23       | 0        | 0           | 0        | 0                                          | 0            |
| 15         | Landry N'Guemo            | AS Nancy-Lorraine        | 22       | 0        | 0           | 0        | 0                                          | 0            |
| 17         | Alain Junior Ollé Ollé    | SC Fribourg              | 21       | 0        | 0           | 0        | 0                                          | 0            |
| Attaquants |                           |                          |          |          |             |          |                                            |              |
| 7          | Marc Mboua                | Cambuur Leeuwarden       | 21       | 0        | 0           | 0        | 0                                          | 0            |
| 10         | Christian Bekamenga       | FC Nantes                | 22       | 0        | 0           | 0        | 0                                          | 0            |
| 11         | Gustave Bebbe*            | Ankaragücü               | 26       | 0        | 0           | 0        | 0                                          | 0            |
| Entraîneur |                           |                          |          |          |             |          |                                            |              |
|            | Jules Frédéric Nyongha    |                          | 62       |          |             |          |                                            |              |

### Honduras
| #          | Nom                 | Club             | Âge      | Joués    | But inscrit | Averti   | Carton jaune · Carton jaune · Carton rouge | Carton rouge |
| Gardiens   | Gardiens            | Gardiens         | Gardiens | Gardiens | Gardiens    | Gardiens | Gardiens                                   | Gardiens     |
| ---------- | ------------------- | ---------------- | -------- | -------- | ----------- | -------- | ------------------------------------------ | ------------ |
|            | Kevin Hernández     | Bella Vista      | 22       | 0        | 0           | 0        | 0                                          | 0            |
|            | Obed Enamorado      | Vida             | 22       | 0        | 0           | 0        | 0                                          | 0            |
| Défenseurs |                     |                  |          |          |             |          |                                            |              |
|            | Erick Norales       | Marathon         | 22       | 0        | 0           | 0        | 0                                          | 0            |
|            | Quiarol Arzu        | Platense         | 23       | 0        | 0           | 0        | 0                                          | 0            |
|            | Luis Ramos          | Nyíregyháza      | 22       | 0        | 0           | 0        | 0                                          | 0            |
|            | David Molina        | Motagua          | 20       | 0        | 0           | 0        | 0                                          | 0            |
|            | Andres Morales      | Real España      | 22       | 0        | 0           | 0        | 0                                          | 0            |
|            | Samuel Caballero*   | Changchun Yatai  | 33       | 0        | 0           | 0        | 0                                          | 0            |
| Milieux    |                     |                  |          |          |             |          |                                            |              |
|            | Mario Martinez      | Real España      | 19       | 0        | 0           | 0        | 0                                          | 0            |
|            | Hendry Thomas       | Olimpia          | 23       | 0        | 0           | 0        | 0                                          | 0            |
|            | Ramón Núñez         | Olimpia          | 22       | 0        | 0           | 0        | 0                                          | 0            |
|            | Rigoberto Padilla   | Motagua          | 22       | 0        | 0           | 0        | 0                                          | 0            |
|            | Marvin Sánchez      | Platense         | 21       | 0        | 0           | 0        | 0                                          | 0            |
|            | Jorge Claros        | Motagua          | 22       | 0        | 0           | 0        | 0                                          | 0            |
|            | Jefferson Bernardez | Motagua          | 21       | 0        | 0           | 0        | 0                                          | 0            |
| Attaquants |                     |                  |          |          |             |          |                                            |              |
|            | Luis Rodas          | Motagua          | 23       | 0        | 0           | 0        | 0                                          | 0            |
|            | Georgie Welcome     | Arsenal          | 23       | 0        | 0           | 0        | 0                                          | 0            |
|            | José Guity          | Marathón         | 23       | 0        | 0           | 0        | 0                                          | 0            |
|            | Emil Martinez*      | Shanghai Shenhua | 25       | 0        | 0           | 0        | 0                                          | 0            |
|            | Carlos Pavón*       | Real España      | 34       | 0        | 0           | 0        | 0                                          | 0            |
| Entraîneur |                     |                  |          |          |             |          |                                            |              |
|            | Gilberto Yearwood   |                  | 52       |          |             |          |                                            |              |

### Italie
| #          | Nom                  | Club       | Âge      | Joués    | But inscrit | Averti   | Carton jaune · Carton jaune · Carton rouge | Carton rouge |
| Gardiens   | Gardiens             | Gardiens   | Gardiens | Gardiens | Gardiens    | Gardiens | Gardiens                                   | Gardiens     |
| ---------- | -------------------- | ---------- | -------- | -------- | ----------- | -------- | ------------------------------------------ | ------------ |
| 1          | Emiliano Viviano     | Brescia    | 22       | 0        | 0           | 0        | 0                                          | 0            |
| 12         | Andrea Consigli      | Atalanta   | 21       | 0        | 0           | 0        | 0                                          | 0            |
| Défenseurs |                      |            |          |          |             |          |                                            |              |
| 2          | Marco Motta          | Udinese    | 22       | 0        | 0           | 0        | 0                                          | 0            |
| 3          | Paolo De Ceglie      | Juventus   | 21       | 0        | 0           | 0        | 0                                          | 0            |
| 5          | Andrea Coda          | Udinese    | 23       | 0        | 0           | 0        | 0                                          | 0            |
| 6          | Domenico Criscito    | Genoa      | 21       | 0        | 0           | 0        | 0                                          | 0            |
| 13         | Salvatore Bocchetti  | Genoa      | 21       | 0        | 0           | 0        | 0                                          | 0            |
| 14         | Lorenzo De Silvestri | Lazio      | 20       | 0        | 0           | 0        | 0                                          | 0            |
| Milieux    |                      |            |          |          |             |          |                                            |              |
| 4          | Antonio Nocerino     | Palermo    | 23       | 0        | 0           | 0        | 0                                          | 0            |
| 7          | Riccardo Montolivo   | Fiorentina | 23       | 0        | 0           | 0        | 0                                          | 0            |
| 8          | Luca Cigarini        | Parma      | 22       | 0        | 0           | 0        | 0                                          | 0            |
| 15         | Claudio Marchisio    | Juventus   | 22       | 0        | 0           | 0        | 0                                          | 0            |
| 16         | Daniele Dessena      | Parma      | 21       | 0        | 0           | 0        | 0                                          | 0            |
| 17         | Ignazio Abate        | AC Milan   | 21       | 0        | 0           | 0        | 0                                          | 0            |
| Attaquants |                      |            |          |          |             |          |                                            |              |
| 9          | Robert Acquafresca   | Cagliari   | 20       | 0        | 0           | 0        | 0                                          | 0            |
| 10         | Sebastian Giovinco   | Juventus   | 21       | 0        | 0           | 0        | 0                                          | 0            |
| 11         | Giuseppe Rossi       | Villarreal | 21       | 0        | 0           | 0        | 0                                          | 0            |
| 18         | Tommaso Rocchi*      | Lazio      | 30       | 0        | 0           | 0        | 0                                          | 0            |
| Entraîneur |                      |            |          |          |             |          |                                            |              |
|            | Pierluigi Casiraghi  |            | 39 ans   |          |             |          |                                            |              |

### Corée du Sud
| #          | Nom             | Club                     | Âge      | Joués    | But inscrit | Averti   | Carton jaune · Carton jaune · Carton rouge | Carton rouge |
| Gardiens   | Gardiens        | Gardiens                 | Gardiens | Gardiens | Gardiens    | Gardiens | Gardiens                                   | Gardiens     |
| ---------- | --------------- | ------------------------ | -------- | -------- | ----------- | -------- | ------------------------------------------ | ------------ |
| 1          | Jung Sung-ryong | Seongnam Ilhwa           | 23       | 0        | 0           | 0        | 0                                          | 0            |
| 18         | Song Yoo-geol   | Incheon United           | 23       | 0        | 0           | 0        | 0                                          | 0            |
| Défenseurs |                 |                          |          |          |             |          |                                            |              |
| 2          | Shin Kwang-hoon | Pohang Steelers          | 21       | 0        | 0           | 0        | 0                                          | 0            |
| 3          | Kim Dong-jin*   | Zenith Saint-Petersbourg | 26       | 0        | 0           | 0        | 0                                          | 0            |
| 4          | Kang Min-soo    | Chonbuk Hyundai Motors   | 22       | 0        | 0           | 0        | 0                                          | 0            |
| 5          | Kim Chang-soo   | Busan I'Park             | 23       | 0        | 0           | 0        | 0                                          | 0            |
| 6          | Kim Jin-kyu     | FC Seoul                 | 23       | 0        | 0           | 0        | 0                                          | 0            |
| 15         | Kim Geun-hwan   | Kyung Hee University     | 22       | 0        | 0           | 0        | 0                                          | 0            |
| Milieux    |                 |                          |          |          |             |          |                                            |              |
| 7          | Oh Jang-eun     | Ulsan Hyundai            | 23       | 0        | 0           | 0        | 0                                          | 0            |
| 8          | Kim Jung-woo*   | Seongnam Ilhwa           | 26       | 0        | 0           | 0        | 0                                          | 0            |
| 11         | Lee Chung-yong  | FC Seoul                 | 20       | 0        | 0           | 0        | 0                                          | 0            |
| 12         | Ki Sung-yong    | FC Seoul                 | 19       | 0        | 0           | 0        | 0                                          | 0            |
| 13         | Kim Seung-yong  | Gwangju Sangmu Phoenix   | 23       | 0        | 0           | 0        | 0                                          | 0            |
| 14         | Baek Ji-hoon    | Suwon Samsung Bluewings  | 23       | 0        | 0           | 0        | 0                                          | 0            |
| 16         | Cho Young-cheol | Yokohama FC              | 19       | 0        | 0           | 0        | 0                                          | 0            |
| Attaquants |                 |                          |          |          |             |          |                                            |              |
| 9          | Shin Young-rok  | Suwon Samsung Bluewings  | 21       | 0        | 0           | 0        | 0                                          | 0            |
| 10         | Park Chu-young  | FC Seoul                 | 23       | 0        | 0           | 0        | 0                                          | 0            |
| 17         | Lee Keun-ho     | Daegu FC                 | 23       | 0        | 0           | 0        | 0                                          | 0            |
| Entraîneur |                 |                          |          |          |             |          |                                            |              |
|            | Park Sung-hwa   |                          |          |          |             |          |                                            |              |